# Arthur K. Shapiro
Arthur K. Shapiro (1923 – 1995) foi um psiquiatra americano, precursor da pesquisa moderna no tratamento da síndrome de la Tourette. Publicou um artigo criticando a abordagem psicanalítica, depois de ter tratado um portador da síndrome com haloperidol.